# Irlanda Confederada
Irlanda confederada fa referència al període de govern irlandès entre la rebel·lió de 1641 i la reconquesta per Cromwell el 1649. Durant aquest temps, dos terços de l'illa van estar governats per la Confederació d'irlandesos catòlics, coneguda també com a Confederació de Kilkenny (per haver-se gestat a la ciutat de Kilkenny). Durant les Guerres de les Tres Nacions, els enclavaments restants a les províncies de l'Ulster, Munster i Leinster van ser acollits per exèrcits lleials als Cavallers Reialistes de Carles I d'Anglaterra, per l'Exèrcit Parlamentari Anglés o pels escocesos coneguts com a Covenanters. Els Confederats van ser derrotats per l'exèrcit anglès en 1642-1649, (en un conflicte conegut com les Guerres Confederades), i en 1648; es van unir a l'Aliança Reialista de Cavallers contra el Parlament Romanent.

## Rebel·lió i formació de la confederació

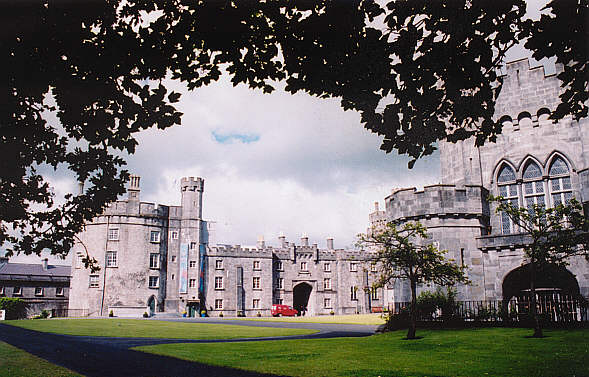
Castell de Kilkenny, on es reunia l'assemblea general dels catòlics confederats.

Aquesta secció tracta sobre la història política, per al període d'història militar, vegeu Guerres confederades d'Irlanda

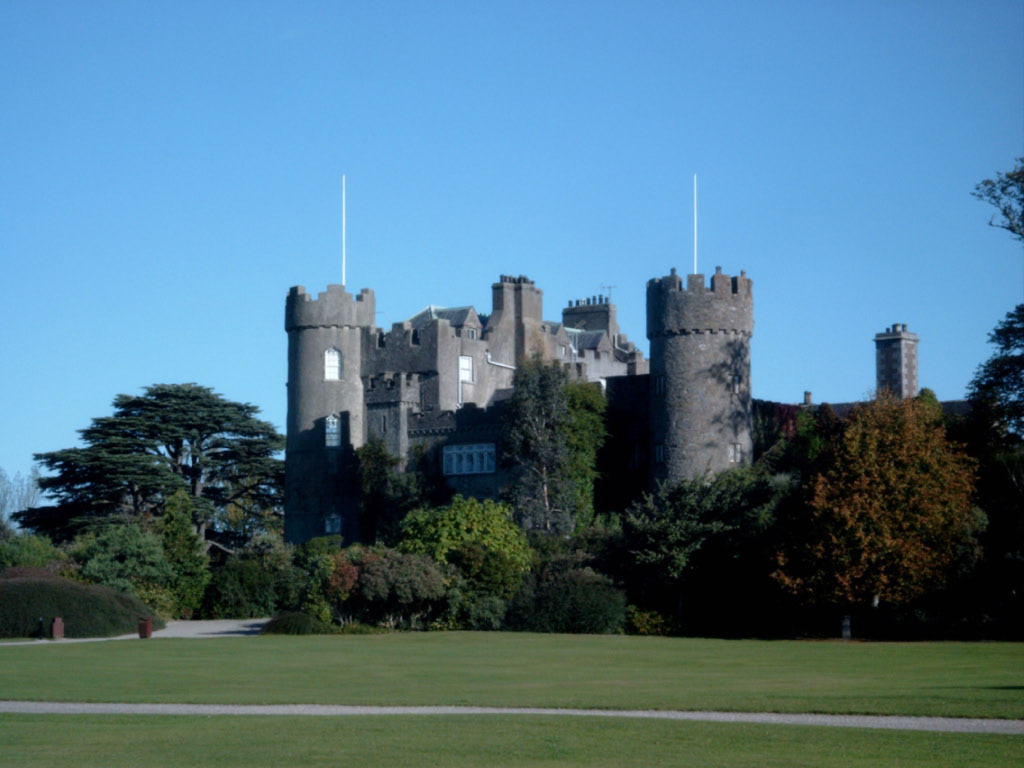
Castell de Malahide a Dublín, Irlanda.

La confederació catòlica va començar a gestar-se durant les seqüeles de la rebel·lió de 1641, ambdues amb l'afany de controlar l'alçament popular per organitzar esforços per tal de promoure la guerra contra els exèrcits britànics restants que quedaven a l'illa. Els irlandesos van pensar que d'aquesta manera podrien fer front a la reconquesta del país. La iniciativa per formar la Confederació va arribar per part del bisbe, Nicholas French i d'un advocat anomenat Nicholas Plunkett. Aquests últims van exposar les seves propostes per formar un govern compost de nobles irlandesos, tals com, el Vescomte de Gormanston, el Vescomte de Mountgarret i el vescomte de Muskerry. Aquests nobles van comprometre les seves pròpies forces armades amb la Confederació, i van persuadir d'altres rebels com ells a unir-se a la causa. Els membres, van fer jurament a la defensa de la religió catòlica, al dret a tenir el seu propi Rei i el dret a la llibertat de l'illa d'Irlanda. La primera assemblea es va dur a terme a Kilkenny l'octubre de 1642, hi van assistir els principals nobles, clergues i senyors plegats a la mateixa sala. Es van formar dues Cambres: la Cambra dels Lords (noblesa i clergat) i els Comuns (burgesia), amb l'advocat i polític Nicholas Plunkett actuant com a president. Els delegats van insistir en la seva lleialtat a la corona.

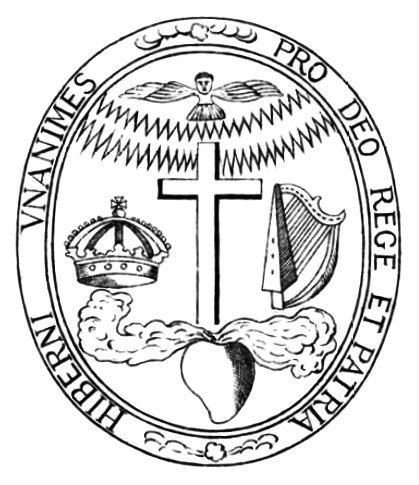
Segell de la Confederació Catòlica Irlandesa.

### Constitució
Un altre advocat procedent de Galway, Patrick D'Arcy, va ser el que va redactar la Constitució confederada. El govern confederat estava compost per una assemblea general, un parlament alçat en nom de tots, però escollit per terratinents irlandesos, i pel clergat catòlic; que al seu torn va escollir un executiu conegut com el «Consell Suprem». Tant l'assemblea general com el «Consell», es reunien a Kilkenny amb citacions anuals perquè se supervisés la seva labor. Els Confederats van organitzar immediatament un extensiu sistema de pagament d'impostos per finançar la guerra i al mateix temps van enviar delegats al poder de l'església catòlica a Europa.

### La primera Assemblea Confederada
La primera Assemblea General Confederada va tenir lloc a Kilkenny el 24 d'octubre de 1642, en la que es va establir un govern provisional. L'assemblea era un parlament en tot menys en el nom. Entre els assistents a la primera assemblea hi havia 14 Lords Temporals i 11 Lords Espirituals del Parlament d'Irlanda, així com 226 comuns.
Els membres del primer consell suprem foren:
| Leinster             | Ulster                                      | Connacht                          | Munster                                    |
| -------------------- | ------------------------------------------- | --------------------------------- | ------------------------------------------ |
| Thomas Fleming       | Hugh O'Reilly                               | Malachias O'Queely                | Maurice de Roche, Vescomte Roche of Fermoy |
| Viscount Gormanston  | Arthur Magennis, Vescomte Magennis d'Iveagh | Thomas Dillon, 4t vescomte Dillon | Daniel O'Brien, 1r vescomte Clare          |
| Nicholas Plunkett    | Philip O'Reilly                             | John de Burgh, bisbe de Clonfert  | Edmund FitzMaurice                         |
| Richard Bellings     | Col. Brian MacMahon                         | Lucas Dillon                      | Dr Fennel                                  |
| James Cusack         | Heber Magennis                              | Geoffrey Browne (MP)              | Robert Lambert                             |
| Vescomte Mountgarret | Turlogh O'Neill                             | Patrick D'Arcy                    | George Comyn                               |

James Tuchet, 3r comte de Castlehaven, representant de la Corona, fou l'últim membre del Consell.

#### Polítiques
De totes maneres, l'associació de Confederats catòlics mai va pretendre ser govern independent, perquè (en el context de les Guerres de les Tres Nacions) mai es van declarar reialistes lleials a Carles I. En ser el rei l'únic amb legalitat per formar un parlament, l'assemblea general confederada, tampoc va pretendre mai ser-ho encara que actués com a tal. Negociant amb els reialistes, els confederats van exigir que totes les concessions que se'ls fessin, fossin ratificades en funció del parlament irlandès de guerra, el qual s'hagués assemblat a l'assemblea confederada general, inclosos alguns protestants realistes. La reina Enriqueta Maria de França, esposa del rei Carles I va ser una catòlica practicant.

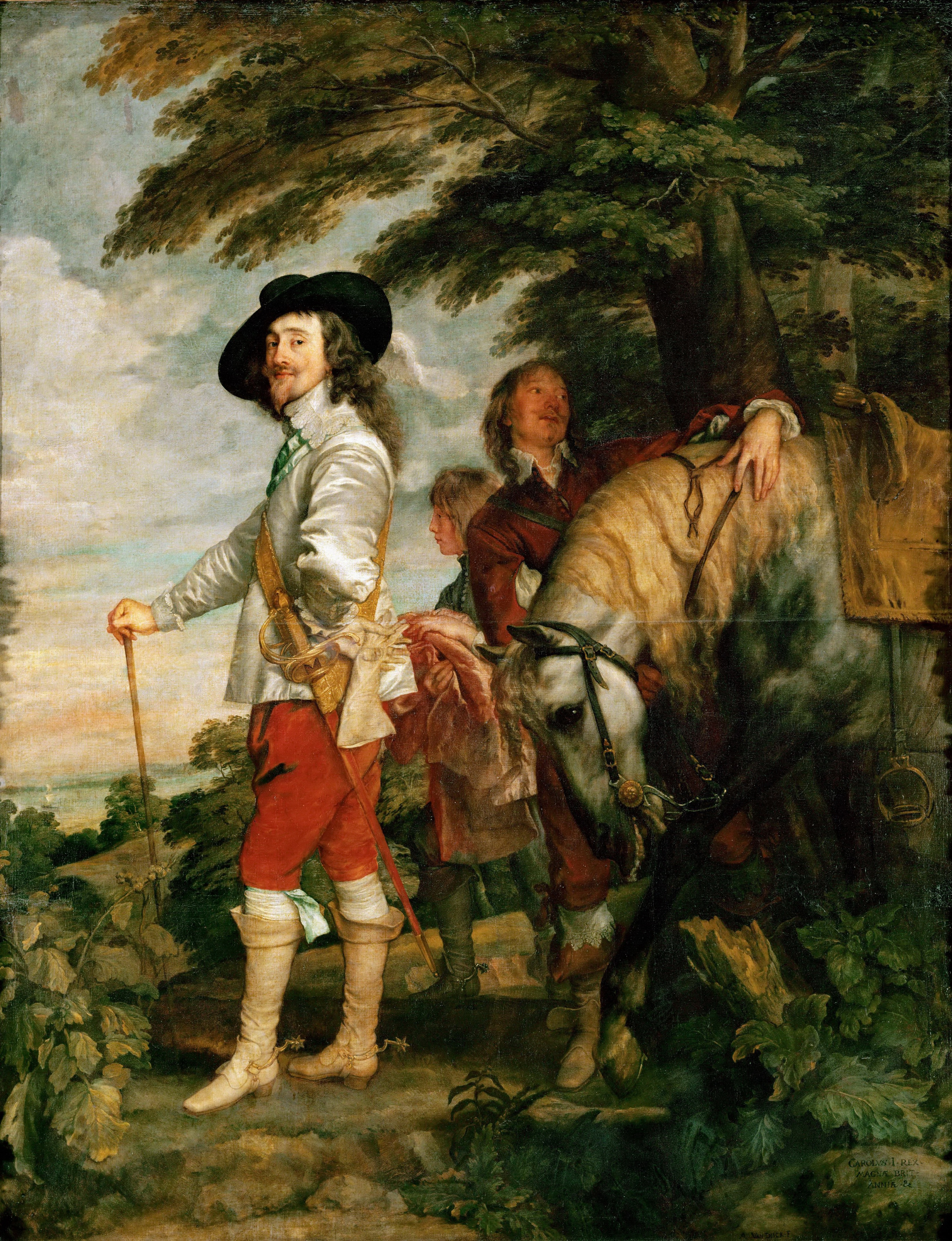
Carles I Rei d'Anglaterra, Escòcia i Irlanda, al qual els Confederats van oferir aliança, però que no era d'acord en fer una aliança formal en les guerres civils.

El major inconvenient de Carles va ser horroritzar-se en la rebel·lió i signar l'Acta dels Aventurers perquè es convertís en llei en 1642. Es va acordar una nova política a Londres i Dublín perquè es denegués el perdó a qualsevol rebel. Per aquest motiu, les seves forces van romandre hostils amb els Confederats fins a 1643, moment en què la seva posició militar a Anglaterra va començar a afeblir-se. Gran part dels confederats va perdre les seves possessions sota aquesta acta; aquesta llei va galvanitzar els seus esforços i aquests van comprendre que només podria ser derogada per una estada reial. L'objectiu que els Confederats van declarar va consistir a aconseguir un acord amb el rei. Les seves ambicions consistien a obtenir: drets complets per als catòlics, tolerància a la religió catòlica i poder formar un govern propi. El lema de la confederació era Hiberni unanimes Pro Deo, Rege et Pàtria (Els irlandesos estan units per déu, el rei i la pàtria).
La majoria dels membres del Consell consistien en ascendents de Vells anglesos que desconfiaven dels irlandesos, pensant que eren massa moderats per a les seves exigències. Els radicals Confederats van pressionar perquè s'aturessin les colonitzacions, i per l'establiment del catolicisme com a Estat religiós a Irlanda.
Els confederats creien que els convenia millor aliar-se a la causa dels reialistes i d'aquesta manera, van convertir el suport al rei com a part central de la seva estratègia, a causa que el Parlament anglès, i els covenanters havien anteriorment a la guerra amenaçat d'envair l'illa per destruir la religió catòlica i la classe terratinent irlandesa. Per la seva banda, el rei els va prometre diverses vegades algunes concessions. No obstant això, mentre els moderats Confederats seguien ansiosos d'arribar a un acord amb Carles I, d'altres desitjaven forçar-lo a acceptar una Irlanda catòlica amb autogovern abans d'arribar a un acord amb ell. Després del fracàs de la negociació, van advocar per una aliança independent amb França o Espanya.

## Cessament d'armes amb elsreialistes
Durant les negociacions per fer una aliança entre el parlament anglès i els covenanters, Carlos I es va veure obligat a demanar ajuda militar a Irlanda. Inicialment, el comte d'Inchiquin tractà de reactivar el seu pla per a atacar Escòcia durant la Guerra dels bisbes. El duc volia negociar un tractat secret entre els irlandesos i els reialistes per a organitzar un atac conjunt als escocesos de l'Ulster. Aquest exèrcit combinat envairia Escòcia a través de les illes Hèbrides Exteriors per unir-se a un segon contingent armat assentat a Antrim compost de reialistes escocesos mentre que una tercera força armada composta de reialistes envairia des d'Anglaterra. L'ambiciós pla del duc va tenir escasses esperances d'èxit, es va fer públic al maig de 1643 quan va ser fet presoner pels covenanters a l'Ulster. La seva correspondència va revelar tots els detalls de la trama i va encoratjar als covenanters i al Parlament anglès a accelerar les negociacions per a la Solemne Lliga i Pacte. Alhora això va conduir al rei a intensificar les negociacions per tractar amb els Confederats.
En 1643 aquests van negociar un alto el foc, amb els reialistes i van obrir un procés de negociacions amb James Butler, el duc d'Ormonde, el representant del rei a l'illa. Fet que va aconseguir el cessament de les hostilitats entre Confederats i Reialistes. No obstant això, la guarnició anglesa de Cork (que la comandava Murrough O'Brien, primer duc d'Inchiquin, un cas estrany d'irlandès protestant), objectant l'alto el foc, es va amotinar i es va declarar en lleialtat amb el Parlament anglès. En 1642, els covenanters van desembarcar també un exèrcit a l'Ulster que va romandre hostil amb els Confederats i el mateix van fer les forces dels colons britànics.
En 1644, els confederats van enviar al voltant de 1.500 homes sota el comandament d'Alasdair MacColla a Escòcia, per fer costat als reialistes que estaven aquí amb James Graham lluitant contra els covenanters, avivant la flama de la Guerra civil escocesa. Aquesta va ser la seva única intervenció en les guerres civils britàniques.

## Arribada del nunci papal
Els confederats van rebre modests subsidis dels monàrquics de França i Espanya, que volien reclutar tropes, però el seu major suport continental va procedir del Papat. El papa Innocent X, va recolzar fortament als confederats per sobre de les objeccions del Cardenal Giulio Raimondo Mazzarino i la reina Enriqueta Maria de França, qui s'havia traslladat a París en 1644. Innocent va rebre el comunicat al febrer de 1645 i va resoldre enviar un nunci apostòlic. Quan la Confederació va començar a enviar agents als centres de poder de la monarquia hispana, la possibilitat d'obtenir algunes implicacions més que retòriques per part d'aquesta en la seva causa semblava ombrívola. Els catòlics consideraven que mitjançant el reconeixement de la Santa Seu obtindrien la influència necessària per pressionar Felip IV a ajudar-los. El primer enviat papal a l'illa va ser Pierfrancesco Scarampi, qui va arribar a mitjan 1643, però la figura més prominent va consistir en l'arquebisbe Giovanni Battista Rinuccini de l'Arxidiòcesi de Fermo, qui va embarcar des de La Rochelle cap al comtat de Kerry amb el secretari de la Confederació, Richard Bellings, vint-i-sis italians i diversos oficials irlandesos. Est es va portar amb ell gran quantitat d'armes, subministraments militars i una bona suma de diners. Els subministraments significaven que Rinuccini tenia gran influència en les polítiques internes dels Confederats, tal com Owen Roe O'Neill. Rinuccini va ser rebut a Kilkenny amb honors majors, afirmant que l'objectiu de la seva missió era sostenir al rei, però sobretot, ajudar els catòlics a assegurar el lliure i públic exercici de la seva religió, la restauració de les esglésies i les seves propietats.

## PrimeraPau Ormonde
El nunci es va considerar ell mateix el cap virtual del Partit Confederat Catòlic d'Irlanda, convertint-se en els diplomàtics de major rang servint a la causa. No obstant això, el 28 de març de 1646, el Consell Suprem dels Confederats va signar un acord ambel duc d'Ormonde. Sota els seus termes, els catòlics podien servir en l'administració i fundar escoles; també es van fer promeses verbals de futures concessions de tolerància religiosa. Es va proclamar una amnistia pels actes duts a terme en la rebel·lió de 1641 i garantia contra els futurs setges de les terres irlandeses catòliques. El Consell suprem va posar també esperança en un tractat secret que van concloure en nom del rei amb Edward Somerset el duc de Glamorgan el qual va prometre futures concessions als irlandesos catòlics.
De totes maneres, no hi havia reversió de la Llei de Poyning que subordinés al Parlament irlandès a l'anglès i tampoc reversió de les principals colonitzacions o de la colonització de l'Ulster i la de Munster. A més, recordant els articles religiosos del tractat, totes les esglésies que havien estat preses pels catòlics en la guerra havien de ser reentregades a mans protestants i no es va garantir la pràctica pública del catolicisme.
A canvi de les concessions que es van fer, les tropes irlandeses serien enviades a Anglaterra a lluitar amb els reialistes en la Guerra civil anglesa. De totes maneres, els termes acordats no eren acceptables ni pel clergat catòlic ni pels comandants militars (notablement Owen Roe O'Neill i Thomas Preston) o la majoria de l'assemblea general. El partit de Rinuccini amb el nunci papal al tractat, tampoc va ser el que va deixar intactes els objectes de la seva missió; aquest, va induir a nou bisbes irlandesos a signar una protesta en contra de qualsevol acord amb Ormonde o el rei que no garantís el manteniment de la religió catòlica.
Molts d'ells, en estar vinculats o relacionats amb Ormonde, creien que el Consell suprem era poc fiable. A més del fet que s'especulava que la guerra civil anglesa s'havia decidit a favor del parlament anglès i que enviar tropes irlandeses als reialistes seria un sacrifici inútil.
D'altra banda, molts irlandesos es van unir a l'exèrcit de l'Ulster d'O'Neill (que va vèncer als escocesos en la batalla de Benburb, estant els Confederats en posició per reconquistar l'illa). A més, Rinuccini va fer costat a aquells que es van oposar a la pau, tant financerament com espiritualment, amenaçant d'incomunicar al Partit de la Pau. Posteriorment es va arrestar al Consell Suprem i a l'Assemblea General i va votar rebutjant el tracte.

## Derrota militar iNova Pau Ormonde
En 1647, després que els Confederats rebutgessin el pacte de pau, el duc d'Ormonde va cedir Dublín a l'exèrcit Parlamentari sota el comandament de Michael Jones. Els Confederats pel seu costat van intentar eliminar les avançades protestants a Dublín i Cork, però van sofrir una sèrie de desastres militars. Primerament, l'exèrcit de Leinster de Thomas Preston compost per 7.000 homes i mil cavalls, va ser derrotat per les forces de Jones en la batalla de Dungan's Hill en Meath. Els Confederats de Munster, van córrer similar sort a les mans de les forces britàniques en la batalla de Knocknanauss.
Aquestes reculades van fer que la majoria dels Confederats se sentissin més desitjosos d'aconseguir un acord amb els Reialistes i es van obrir de nou les negociacions. El Consell Suprem havia rebut termes generosos de Carles I i de Ormonde, que incloïen tolerància a la religió catòlica, el compromís de derogar la Llei de Poyning (i d'aquesta manera cap a l'autogovern irlandès), reconeixement de terres preses pels catòlics durant la guerra i compromís de dur a terme una inversió parcial de la Colonització de l'Ulster. A més, havia d'haver-hi una Acta d'Oblit, o amnistia para tots els actes comesos durant la rebel·lió duta a terme en les guerres confederades en 1641. (En particular les morts dels colons protestants i que els exèrcits Confederats seguissin existint).
De totes maneres, Carles I va concedir aquests termes només per desesperació i de fet posteriorment els va repudiar. Sota els termes de l'acord, la Confederació es va dissoldre, va posar a les seves tropes sota els comandants reialistes i va fer que aquesta els acceptés. Inchiquinn, el comandant Parlamentari també va desertar del parlament i es va unir als Reialistes.

## Guerra civil en la Confederació
Molts irlandesos van continuar rebutjant un acord amb els reialistes, com va ser el cas d'Owen Roe O'Neill, que va rebutjar unir-se a la nova aliança, i en l'estiu de 1648 va mantenir una breu guerra civil interna contra ells i contra els confederats. O'Neill es trobava tan alienat pel que considerava una traïció dels objectius catòlics que va intentar fer les paus amb el parlament anglès i durant curt temps va ser un aliat efectiu dels seus exèrcits. Fet que va agreujar els amplis objectius de la confederació, en coincidir amb l'esclat de la segona guerra civil anglesa. Irònicament el nunci papal, Rinuccini, es va esforçar a defensar O'Neill excomunicant a tot el que va prendre part en una treva; però no va aconseguir que els bisbes catòlics arribessin a un acord. El 23 de febrer de 1649, va embarcar a Galway, en la seva pròpia fragata per tornar a Roma.
Sovint es debat que aquesta separació entre rangs confederats va representar la divisió entre gaèlics irlandesos i vells anglesos. No obstant això, hi havia membres d'ambdues ètnies en cada bàndol. Per exemple, Phelim O'Neill, el gaèlic instigador de la rebel·lió de 1641, estava aliat als moderats, mentre que la predominant àrea de vells anglesos del sud de Wexford va rebutjar la pau. A causa d'aquest incident el clergat catòlic també es va dividir.
El veritable significat de la divisió va ocórrer entre els desembarcats que estaven preparats per comprometre's amb els Realistes sempre que es garantissin les seves terres i drets civils, i aquells, tal com Owen Roe O'Neill, que volia anul·lar completament la presència britànica a l'illa. Els nadius demandaven una Irlanda catòlica i independent i la permanent expulsió dels colons anglesos. La majoria dels militants estaven conscienciats a recuperar terres ancestrals de les seves famílies que havien perdut durant la colonització. Després de lluitar amb els Confederats, O'Neill es va retirar amb els seus homes cap a l'Ulster i no es va tornar a unir als seus antics camarades fins a la reconquesta de Cromwell en 1649. La lluita interna, va obstaculitzar fatalment els preparatius de la Confederació de lleials a la Corona, aliança per repel·lir la invasió del parlamentari Nou Exèrcit Model.

## Invasió de Cromwell

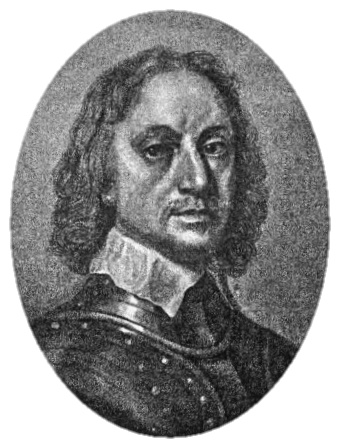
Oliver Cromwell.

Oliver Cromwell va envair Irlanda en 1649 per aixafar la nova aliança d'irlandesos Confederats i Reialistes. La conquesta d'Irlanda per Cromwell va ser la contesa militar més sagnant que mai havia ocorregut al país, a més acompanyada de plagues i fam. Va finalitzar amb la derrota general dels irlandesos catòlics i els reialistes. La majoria dels alts membres de la confederació van passar el període de la invasió en exili a França, amb la cort reial d'Anglaterra. Després de la restauració anglesa, aquells Confederats que havien promogut l'aliança amb Reialistes es van veure recompensats amb la recuperació de les seves terres. No obstant això, a aquells que van romandre a Irlanda durant l'interregne se'ls van confiscar les seves terres i en molts casos van ser executats o transportats a colònies penals. Durant aquest període, tota la classe terratinent irlandesa d'abans de la guerra es trobava totalment destruïda, així com les institucions de l'església catòlica romana.

## Importància
El període confederat va ser indiscutiblement l'únic que va tenir un govern sostingut pels nadius entre 1558, i la fundació de l'Estat lliure en 1922. El seu estil parlamentari era similar al de l'oligarquia del parlament irlandès establert pels normands en 1297, però sense estar basat en vot democràtic. Amb la seva gran base de poder teòric els Confederats finalment van fallar a gestionar i reorganitzar-se per defensar els seus interessos. Les guerres confederades, i la consegüent conquesta per Cromwell, va causar massives pèrdues de vides, i va finalitzar amb la confiscació de la majoria de les terres dels catòlics en 1650; encara que moltes d'elles els van ser retornades en 1660. La fi del període posà els fonaments de la colonització britànica d'Irlanda en l'anomenat assentament de Cromwell.